# Albunea danai
Albunea danai är en kräftdjursart som beskrevs av Christopher B. Boyko 1999. Albunea danai ingår i släktet Albunea och familjen Albuneidae. Inga underarter finns listade i Catalogue of Life.